# Самце
Самце (на дзонгкха: བསམ་རྩེ་རྫོང་ཁག་) е един от 20-те окръга на Бутан. Населението му е 62 590 жители (по преброяване от май 2017 г.), а площта 1256 кв. км. Намира се в часова зона UTC+6. ISO 3166 – 2 кодът му е BT-14.